# Fritzi Schwingl
Friederike „Fritzi” Schwingl (ur. 28 lipca 1921 w Wiedniu, zm. 9 lipca 2016 w Kötschach-Mauthen) – austriacka kajakarka i kajakarka górska. Brązowa medalistka olimpijska z Londynu.
Zawody w 1948 były jej jedynymi igrzyskami olimpijskimi i była trzecia wówczas w jedynej rozgrywanej kajakowej konkurencji kobiet. Na mistrzostwach świata w kajakarstwie klasycznym zdobyła dwa srebrne i dwa brązowe medale. Na mistrzostwach świata w kajakarstwie górskim zwyciężała trzykrotnie, w tym indywidualnie w 1953, wywalczyła po dwa srebrne i brązowe medale.